# Gefecht von Dakar
Das Gefecht von Dakar (französisch Bataille de Dakar, englisch Battle of Dakar), mitunter auch (nach dem alliierten Operationsnamen) als Operation Menace bezeichnet, war während des Zweiten Weltkrieges der erfolglose Versuch der Alliierten beziehungsweise eines britisch-freifranzösischen Kampfverbandes, den strategisch wichtigen und vom Vichy-Regime kontrollierten Hafen Dakar in Französisch-Westafrika (seit 1960 Senegal) unter Kontrolle zu bringen. Die im September 1940 durchgeführte Unternehmung endete indessen mit einem alliierten Rückschlag und der Hafen verblieb vorerst (bis 1942) unter der Kontrolle des Vichy-Regimes.

## Vorgeschichte
Nach der Niederlage Frankreichs im Juni 1940 war unklar, wie sich die französische Flotte verhalten würde. Beim Angriff der Briten auf Mers-el-Kébir (Operation Catapult) am 3. Juli 1940 wurde die französische Flotte im Mittelmeer geschwächt. Die verbleibenden Einheiten im Atlantik fürchteten ein ähnliches Schicksal. Zu Kriegsbeginn hatte die französische Flotte im Mittelmeer die italienische Flotte blockiert, dadurch hatte Großbritannien im Atlantik freie Hand.
Nach dem kapitulationsähnlichen Waffenstillstand Frankreichs war auch das Verhalten der einzelnen Kolonien unklar. Während Kamerun und Französisch-Äquatorialafrika mit Ausnahme Gabuns zum Freien Frankreich übertraten, blieben Französisch-Nordafrika, Französisch-Westafrika, Syrien und Französisch-Indochina unter der Kontrolle von Vichy-Frankreich.

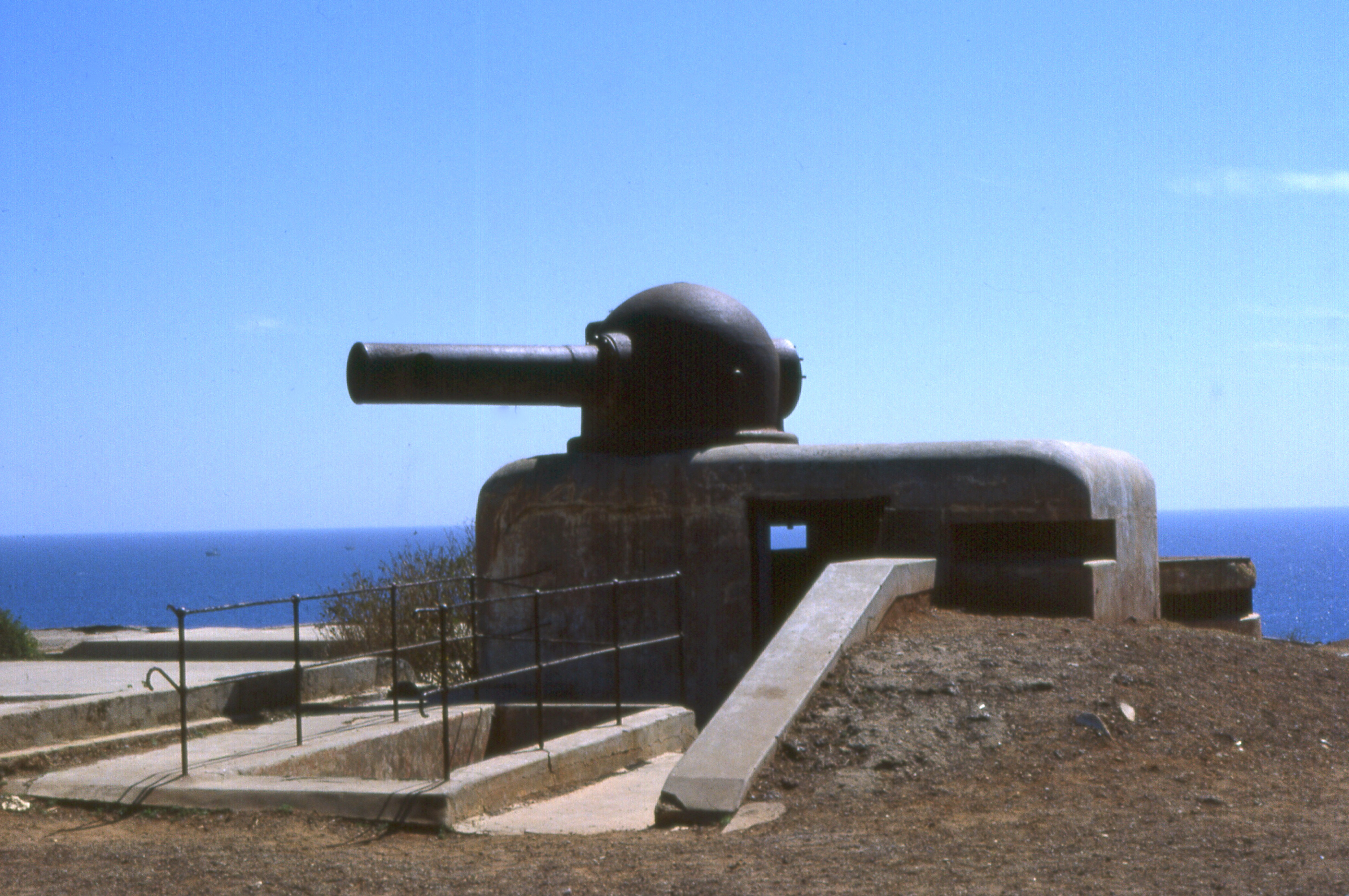
Entfernungsmesser einer französischen Küstenbatterie auf der Insel Gorée, Dakar.

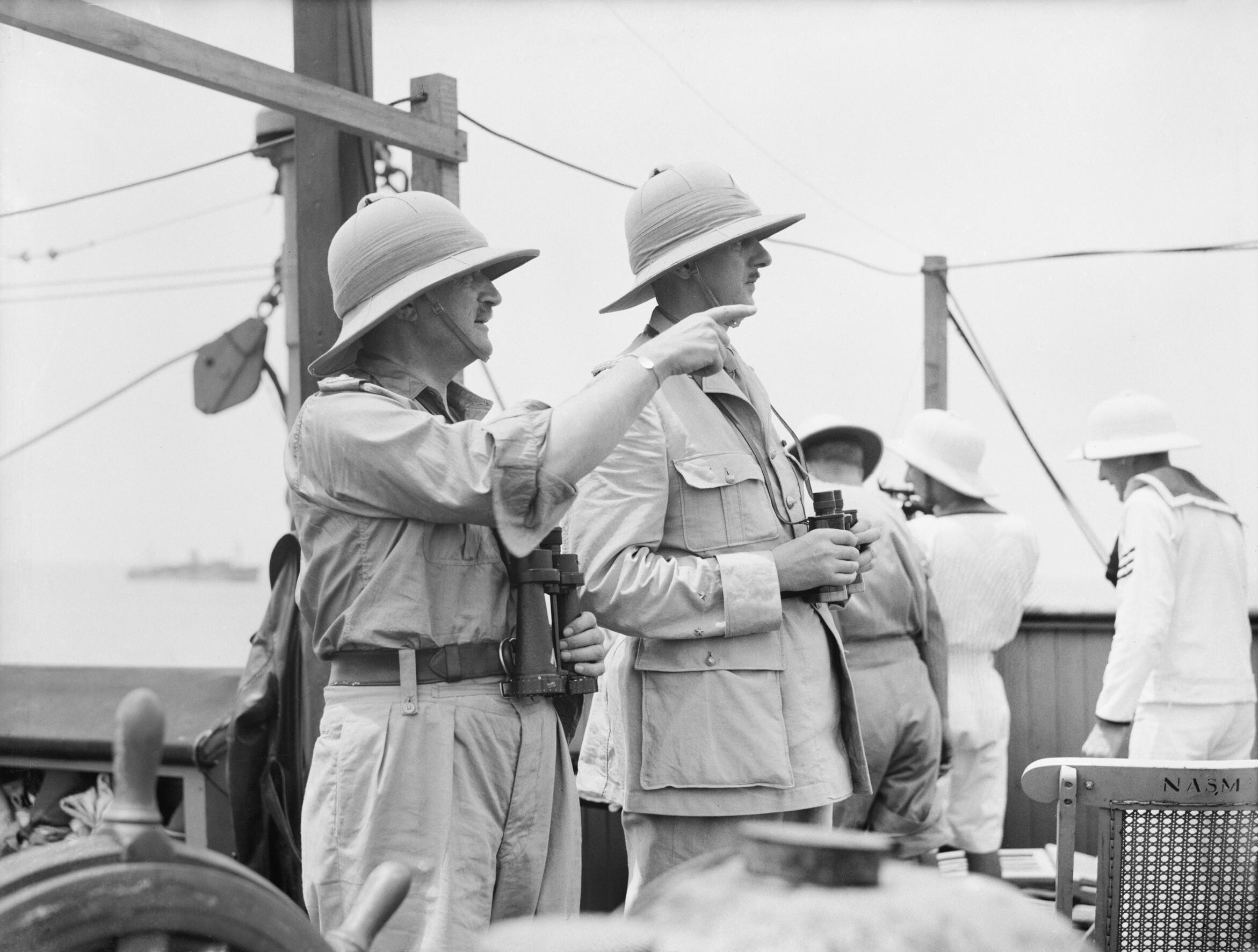
General de Gaulle mit General Sir Edward Spears, Churchills persönlichem Abgesandten bei den Truppen des Freien Frankreich, auf dem Weg nach Dakar im September 1940 an Bord des niederländischen Dampfers Westernland.

De Gaulle glaubte, die französischen Truppen in Dakar überzeugen zu können, die Seite zu wechseln. Dakar war ein gut ausgebauter Marinehafen und besser ausgestattet als das britische Freetown, der einzige Hafen der Alliierten im mittleren Ostatlantik. Zugleich befand sich in Dakar auch das größte Dock (205 Meter Länge) zwischen Gibraltar und Kapstadt, was dem Hafen eine entsprechende logistische und strategische Bedeutung gab.

Um eine Entscheidung herbeizuführen, entsandten die Alliierten Anfang September 1940 eine Streitmacht unter dem Kommando des britischen Vizeadmirals John Cunningham nach Dakar. Diese bestand aus dem Flugzeugträger Ark Royal (mit rund 45 Flugzeugen an Bord), den beiden Schlachtschiffen Resolution und Barham, den drei Schweren Kreuzern Australia (RAN), Cumberland und Devonshire, den beiden älteren Leichten Kreuzern Delhi und Dragon sowie elf Zerstörern. Dazu kamen noch sechs kleinere Sicherungsschiffe (davon vier freifranzösische Avisos) sowie fünf Frachter und sechs Truppentransporter mit rund 6.400 Mann Landungstruppen an Bord (darunter 2.400 freifranzösische Soldaten beziehungsweise Fremdenlegionäre). Der Auftrag des britisch-freifranzösischen Verbandes war es, den französischen Gouverneur Pierre Boisson zur friedlichen Übergabe beziehungsweise zum Übertritt auf die alliierte Seite aufzufordern oder andernfalls, falls dies nicht gelingen sollte, die Stadt gewaltsam einzunehmen. Gleichwohl jedoch hatte dieser Flottenverband bereits während des Anmarsches erste feindselige Handlungen gegen vichy-französische Schiffe vorgenommen – so hatte am 16. September der Kreuzer Cumberland den von Toulon in Richtung der Elfenbeinküste laufenden vichy-französischen Frachter Poitiers (4.185 BRT) gestoppt und später versenkt (der Frachter hatte unter anderem Munition für die vichy-treuen Truppen in der Elfenbeinküste geladen).
Zu den in Dakar liegenden Flottenkräften Vichy-Frankreichs gehörte das zu 95 % fertiggestellte Schlachtschiff Richelieu, eine der fortschrittlichsten Schlachtschiffkonstruktionen der Epoche. Die Richelieu hatte Brest am 18. Juni 1940, wenige Tage vor der Einnahme durch die Wehrmacht, verlassen. Bis Ende Juni 1940 operierte die Richelieu noch gemeinsam von Dakar aus mit dem britischen Flugzeugträger Hermes. Nach der Niederlage Frankreichs trennte sich die Hermes von der Richelieu, verlegte aufs offene Meer vor Dakar und bildete mit dem australischen Schweren Kreuzer Australia den Kern einer neuen Kampfgruppe. Nach der Konsolidierung der neuen französischen Vichy-Regierung (am 2. Juli 1940) und der massiven Verschlechterung der britisch-französischen Beziehungen nach dem britischen Angriff auf Mers-el-Kébir am 3. Juli 1940, wurde auch die in Dakar liegende Richelieu Ziel eines britischen Angriffs und wurde am 8. Juli 1940 von Trägerflugzeugen des Flugzeugträgers Hermes, mit dem sie nur zwei Wochen zuvor noch gemeinsam operiert hatte, attackiert. Dabei erhielt das Schlachtschiff einen Lufttorpedotreffer, der das Schiff vorerst zum Verbleib im Hafen zwang (gleichwohl war die schwere 38-cm-Artillerie noch vollständig einsatzbereit). 
Aus Toulon waren am 9. September 1940 die drei vichy-französischen Kreuzer Gloire, Georges Leygues und Montcalm sowie drei Zerstörer in Richtung Gabun ausgelaufen, um dort die Herrschaft des Vichy-Regimes sicherzustellen. Sechs Tage später erreichte dieser Verband zwecks Treibstoffergänzung Dakar und lief von dort am 18. September wieder aus mit dem Ziel Gabun. Als der Kreuzer Gloire durch einen Maschinenschaden aufgehalten wurde und zurückfiel, wurde er von britischen Schiffen abgefangen und unter Gewaltandrohung nach Casablanca umgeleitet. Die übrigen französischen Schiffe brachen daraufhin am 19. September den Weitermarsch nach Gabun ab, liefen nach Dakar zurück und vereinigten sich dort mit der Richelieu, einigen weiteren Kleinkampfschiffen und drei französischen U-Booten des 1500-Tonnen-Typs (Bévéziers, Ajax und Persée). Die Vichy-Flottenstreitkräfte in Dakar standen unter dem Kommando von Contre-Amiral Marcel Landriau, er unterstand dabei dem Gouverneur für Dakar beziehungsweise die Kolonie Französisch-Westafrika, Pierre Boisson. 

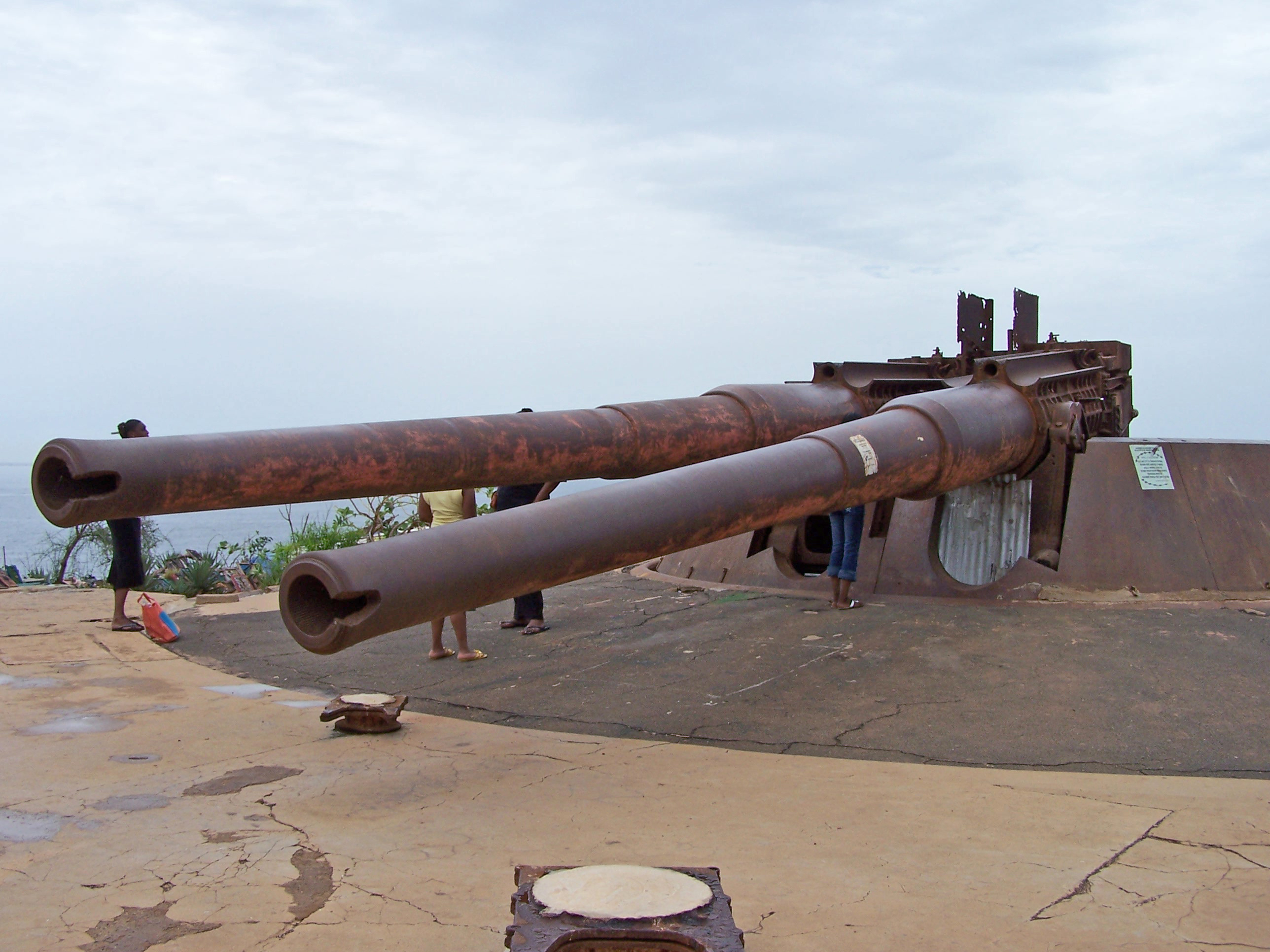
Zwei der mittlerweile aufgegebenen und verrosteten 24-cm-Geschütze auf der Insel Gorée (Aufnahme aus dem Jahr 2007).

Zum Zeitpunkt des alliierten Angriffs lagen in Dakar, neben der Richelieu und den drei U-Booten, die beiden Kreuzer Georges Leygues und Montcalm, die Zerstörer L'Audacieux, Le Fantasque, Le Malin und Le Hardi, sechs kleinere Patrouillenfahrzeuge beziehungsweise Kolonialavisos und fünf Hilfskreuzer. Darüber hinaus wurde Dakar von mehreren Küstenbatterien, die über insgesamt 23 Geschütze verfügten, vergleichsweise stark gesichert. Darunter befanden sich sieben 24-cm-Geschütze (je zwei auf der Insel Gorée und im Bezirk Hann-Bel Air sowie drei bei Cap Manuel), zwei 15,5-cm-Geschütze und acht 13,86-cm-Geschütze. Außerdem waren in Dakar zwei Staffeln der 1. Gruppe des vichy-treuen Jagdgeschwaders 4 (Groupe de Chasse 1/4) mit etwa zwei Dutzend Jagdflugzeugen des Typs Curtiss Hawk stationiert.   

## Verlauf

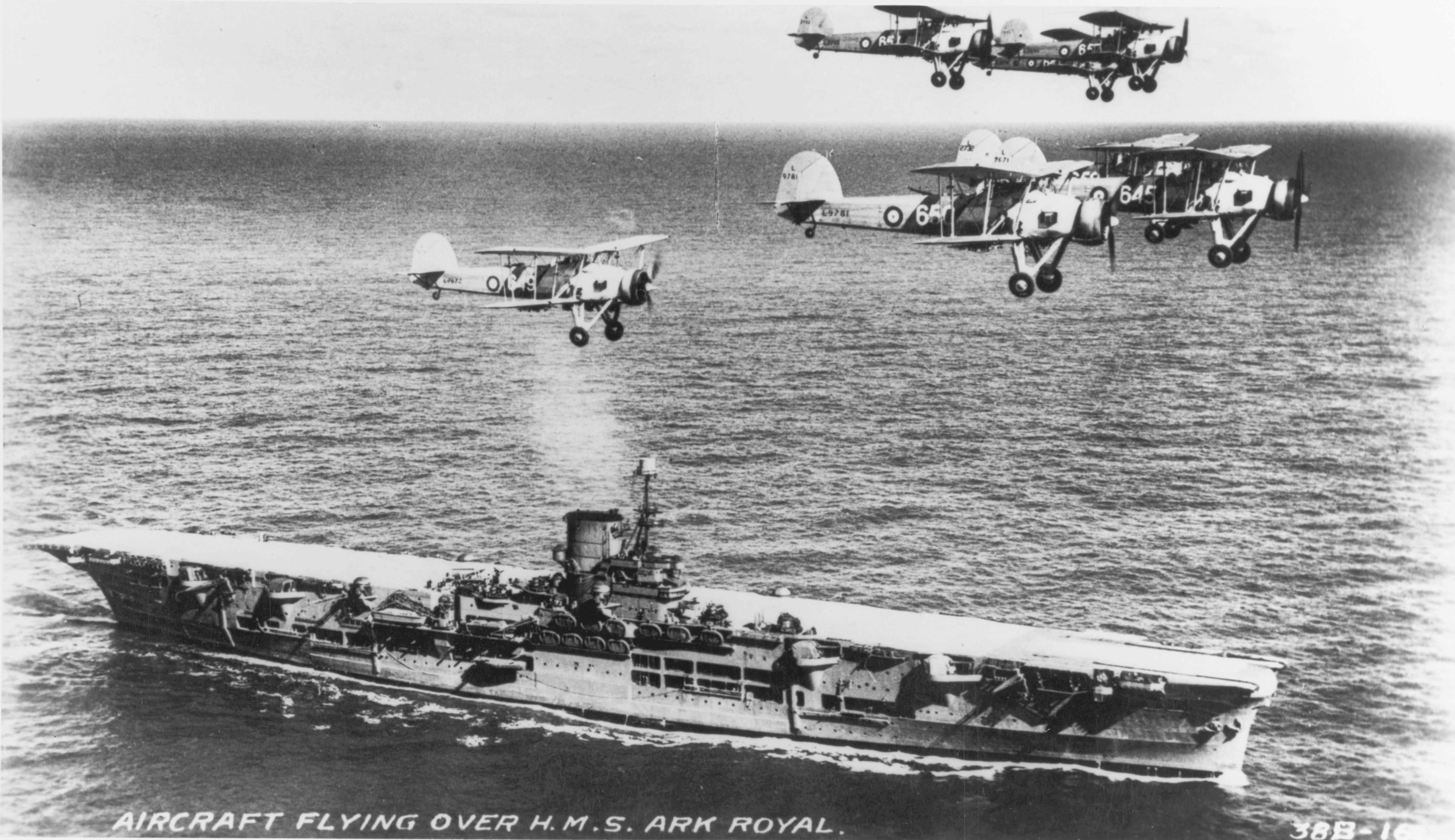
Der britische Flugzeugträger Ark Royal mit Trägerflugzeugen des Typs Fairey Swordfish.

Trägerflugzeuge des britischen Flugzeugträgers warfen in den Morgenstunden des 23. September 1940 Flugblätter ab, in denen die Besatzung von Dakar zur Aufgabe aufgefordert wurde. Etwa zur gleichen Zeit rief General de Gaulle ferner die Truppen in Dakar über Funksprüche zum Übertritt auf die alliierte Seite auf. Diese Aufforderungen wurden jedoch von den Vichy-Kräften abgelehnt. Darauf starteten von der Ark Royal zwei kleine freifranzösische Caudron-Verbindungsflugzeuge sowie ein britisches Flugzeug mit freifranzösischen Offizieren an Bord und landeten um 5:54 Uhr auf dem Flugplatz Ouakam; die Besatzungen, die eine eventuelle Kapitulation der Vichy-Einheiten hätten aushandeln sollen, wurden aber sofort festgesetzt und gefangen genommen.

Nachdem ersichtlich geworden war, dass die Vichy-Kräfte sich nicht ergeben würden – zudem hatten gegen 10:05 Uhr die drei 24-cm-Geschütze bei Cap Manuel ein sporadisches Feuer auf die versammelten alliierten Schiffe eröffnet, das die britischen Schiffe ab 11:04 Uhr erwiderten –, landeten in den Mittagsstunden, etwa gegen 13:30 Uhr, Teile von de Gaulles 13. Halbbrigade der Fremdenlegion an der Küste nahe Rufisque (südöstlich von Dakar). Mittlerweile war jedoch von der Landseite her starker Nebel aufgezogen, was die Anlandungen erschwerte. Dieser und starkes Abwehrfeuer der Verteidiger – der freifranzösische Aviso Commandant Duboc erhielt einen direkten Artillerietreffer in die Brückenaufbauten (drei Gefallene) und musste sich unter dem Schutz eines künstlichen Rauchschleiers zurückziehen – ließen das Vorhaben scheitern und den Landungstruppen gelang kein Ausbruch aus ihrem Landekopf. Zudem verloren in dieser Zeit de Gaulle und Geschwaderchef Cunningham den Funkkontakt zueinander, was die Koordination der Landungsoperation weiter erschwerte. De Gaulle befahl darauf in den späten Nachmittagsstunden den Abbruch des Angriffs und ließ die angelandeten Truppen wieder einschiffen, um nicht „Blut von Franzosen durch Franzosen“ zu vergießen.

Der Großzerstörer L'Audacieux, der in den Mittagsstunden des 23. September aus dem Hafen von Dakar ausgelaufen war, um die alliierten Truppentransporter anzugreifen, wurde von dem Schweren Kreuzer Australia abgefangen und durch Artilleriefeuer schwer beschädigt. Der in Brand geratene Zerstörer musste von seiner Besatzung gegen 16:30 Uhr nordwestlich von Rufisque am Ufer auf Grund gesetzt werden. Das gestrandete Schiff brannte dort noch für zwei weitere Tage und obgleich es nicht sank, war es faktisch als konstruktiver Totalverlust anzusehen. Die Besatzung zählte später 81 Gefallene und Vermisste (insgesamt standen die Verluste an Bord dieses Schiffes somit stellvertretend und alleine für knapp 90 Prozent aller Verluste der Vichy-Kräfte – 92 Gefallene – während der Kämpfe um Dakar). 186 Überlebende wurden später von dem Aviso La Surprise gerettet. 

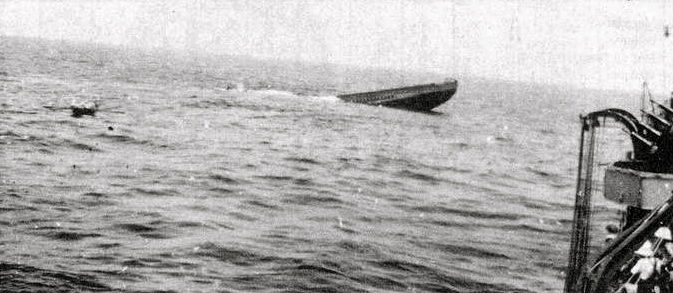
Untergang des Vichy-U-Bootes Ajax. Das Bild entstand von Bord des britischen Zerstörers Fortune.

Ebenfalls am 23. September liefen alle drei U-Boote der Vichy-Kräfte aus Dakar aus und versuchten an die alliierte Landungsflotte heranzukommen. Dabei wurde das U-Boot Persée (Capitaine de Corvette Joseph Benoit Lapierre), noch ehe das Boot abtauchen konnte, von den britischen Zerstörern Inglefield und Foresight beschossen und musste nach mehreren Artillerietreffern aufgegeben werden. Die Besatzung konnte sich bis auf ein Crewmitglied retten und wurde später von dem Aviso La Surprise aufgenommen. Dem U-Boot Ajax (Capitaine de Corvette Théodore Guimont) gelang zunächst unerkannt der Ausbruch aus dem Hafen, es wurde aber am Morgen des 24. September während eines Angriffsversuches auf das britische Schlachtschiff Barham, von dem Zerstörer Fortune mithilfe von ASDIC geortet und attackiert. Nach mehreren Wasserbombenangriffen musste das stark beschädigte U-Boot auftauchen und wurde von der Besatzung gegen 10:00 Uhr vormittags selbst versenkt. Die U-Boot-Crew (71 Mann) wurde zur Gänze von der Fortune gerettet. Das dritte U-Boot, die Bévéziers (Lieutenant de Vaisseau Pierre Jean Lancelot), konnte ebenfalls unerkannt aus dem Hafen entkommen. Der Kommandant versuchte allerdings keinen direkten Angriff auf die alliierten Schiffe, sondern brachte das Boot vorerst in einer Wartestellung auf hoher See in Position.

Sowohl der 23. als auch der 24. September waren von teils heftigen Artillerieduellen zwischen den alliierten Schiffen und den vichy-treuen Küstenbatterien und der Richelieu geprägt. Dabei wurden die Gefechte allerdings immer wieder durch aufziehende Nebelbänke behindert und wurden zeitweilig unterbrochen. Trotzdem erwies sich das Abwehrfeuer der Küstenbatterien als sehr präzise und zwang die britischen Schiffe mehrfach zu Positionswechseln. Mehrere britische Schiffe wurden ferner auch durch Artillerietreffer beschädigt. So erhielt der Schwere Kreuzer Cumberland am 23. September einen 24-cm-Treffer im Bereich der Maschinenräume, wobei es an Bord sieben Gefallene gab (ein Verletzter starb drei Tage später, so dass die Zahl der Toten auf acht anstieg). Die Schäden waren derart beträchtlich, dass der Kreuzer noch am gleichen Tag aus den Kämpfen herausgelöst und zwecks Reparaturen nach Bathurst verlegt werden musste. Auch die beiden Zerstörer Inglefield und Foresight, die zuvor das U-Boot Persée versenkt hatten, erhielten Treffer durch 13,86-cm-Küstengeschütze. Beide Zerstörer blieben zwar gefechtsklar, hatten aber insgesamt drei Tote und sieben Verwundete zu beklagen. Das Schlachtschiff Barham erhielt ebenfalls vier mittlere Treffer, die allerdings keine größeren Schäden verursachten. 

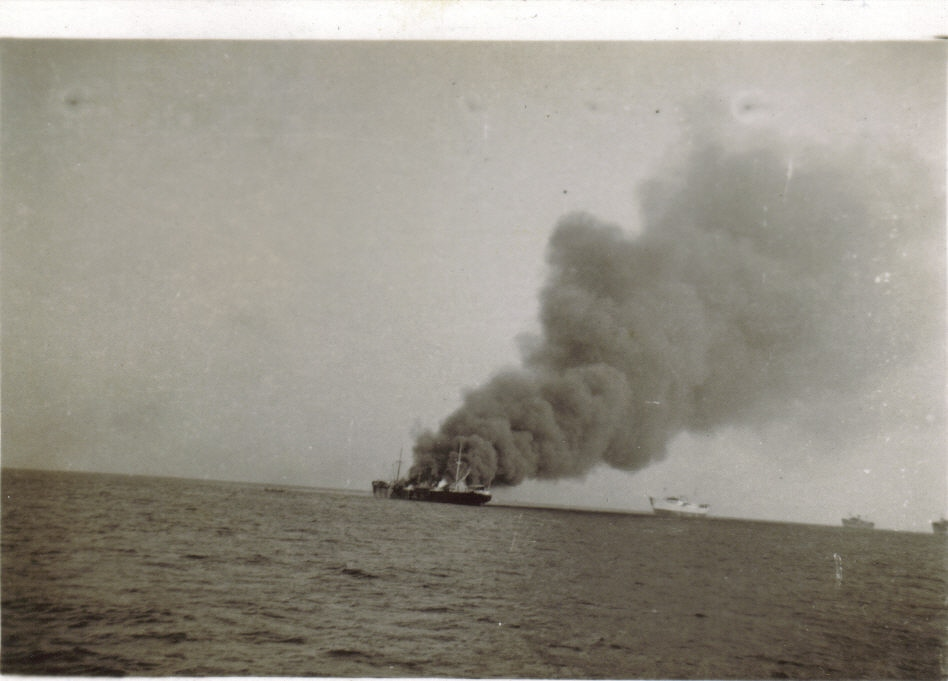
Der dänische Frachter Tacoma, der auf der Reede von Dakar von Bomben getroffen wurde.

Im Gegenzug gelang es den britischen Schlachtschiffen, auf der Richelieu vermutlich zwei 38,1-cm-Treffer zu erzielen, die allerdings keine nennenswerten Schäden verursachten. Das französische Schlachtschiff selbst erwiderte das Feuer nur sporadisch, nachdem durch einen Bedienfehler der hintere der beiden Hauptgeschütztürme durch eine Explosion in einem der Geschützrohre beschädigt worden war. Insgesamt war der britische Beschuss sehr ineffektiv: Obgleich die beiden britischen Schlachtschiffe rund 400 Granaten vom Kaliber 38,1 cm auf die Küstenbatterien und die Richelieu verfeuerten, wurde kein erkennbarer Effekt erzielt beziehungsweise keine Reduzierung der Intensität des Abwehrfeuers erreicht. Bedingt durch die schlechten Sichtbedingungen hatte ein Teil der britischen Granaten nicht die Batterien oder das Umfeld von diesen oder die im Hafen liegenden Schiffe getroffen, sondern den Hafen und die Stadt im Hinterland. Insgesamt gab es in der Stadt Dakar durch den alliierten Beschuss unter der Zivilbevölkerung 84 Tote und 197 Verletzte. Angesichts des sehr begrenzten Effektes der Beschießung, zog Geschwaderchef Cunningham am Nachmittag des 24. September seinen Verband auf die offene See und damit auf eine Position außerhalb der Reichweite der Küstengeschütze zurück. 

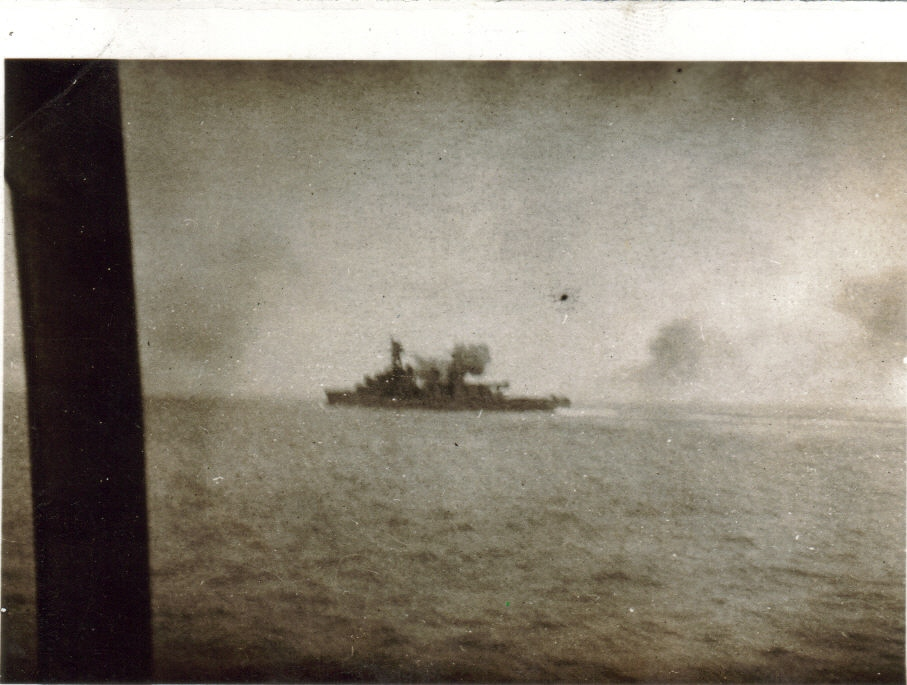
Ein französischer Leichter Kreuzer bei der Verteidigung von Dakar am 24. September 1940.

Luftangriffe von Flugzeugen des Trägers Ark Royal hatten im Tagesverlauf des 24. September zwar zur Beschädigung einiger Frachter im Hafen von Dakar geführt (darunter auch der dänische Frachter Tacoma, der ausbrannte und später aufgegeben werden musste, an Bord gab es sechs Todesopfer) – ferner wurde die Richelieu nur knapp von zwei Bomben verfehlt –, zugleich jedoch waren drei Fairey-Swordfish-Torpedobomber und drei Sturzkampfbomber des Typs Blackburn Skua über Dakar von Vichy-Jagdflugzeugen abgeschossen worden. Zwei weitere Flugzeuge wurden von Flakfeuer getroffen und gingen ebenfalls verloren. Die Vichy-Kräfte der Groupe de Chasse 1/4 büßten während der Luftkämpfe mindestens ein Jagdflugzeug ein. 
Am Morgen des 25. September näherten sich die alliierten Schiffe erneut ihren am Vortag aufgegebenen Beschießungspositionen vor dem Hafen. Die Besatzung des U-Bootes Bévéziers, das die vergangenen fast 48 Stunden auf einer Warteposition gestanden hatte, hatte diesen neuerlichen Vorstoß vorausgeahnt und konnte so das U-Boot in eine Abfangstellung bringen. Um kurz nach 9:00 Uhr feuerte die die Bévéziers aus rund 2.400 Metern Entfernung einen Vierertorpedofächer auf das Schlachtschiff Resolution ab. Einer der Torpedos traf und führte zu einem Wassereinbruch, der das Schiff um 12° krängen ließ. Darüber hinaus brach im Kesselraum ein Feuer aus, wodurch Teile der Maschinenanlage ausfielen und die Geschwindigkeit des Schiffes später auf nur noch 5 Knoten absank. Personalverluste entstanden nur sehr geringe – es gab drei Verwundete, wobei jedoch einer von diesen am 28. September 1940 seinen Verletzungen erlag.
Beinahe zur gleichen Zeit eröffneten die vichy-französischen Küstenbatterien erneut das Feuer und erzielten bereits innerhalb weniger Minuten zwei 15,5-cm-Granattreffer auf dem Schweren Kreuzer Australia. Die Schäden hielten sich indessen in Grenzen und es gab keine Personalausfälle. Allerdings wurde ein zuvor von der Australia gestarteter Walrus-Aufklärer über Dakar abgeschossen, wobei die gesamte drei Mann starke Besatzung ums Leben kam.
Angesichts des Umstandes, dass mehrere Schiffe bereits Schäden erlitten hatten und dass die vichy-französischen Batterien nicht erkennbar geschwächt waren beziehungsweise immer noch starke Gegenwehr zeigten, gab Vizeadmiral Cunningham, nach Rücksprache mit dem Kriegskabinett in London, gegen 9:30 Uhr den Befehl zum Abbruch des gesamten Unternehmens. Vor allem auch die Torpedierung der Resolution wird als einer der Hauptgründe angesehen, weswegen die verbündeten britisch-freifranzösischen Streitkräfte den Angriff auf Dakar schließlich abbrachen. Die beträchtlich beschädigte Resolution musste von der Barham nach Freetown geschleppt werden und war erst eineinhalb Jahre später wieder voll einsatzfähig.

## Ergebnisse und Folgen
Der Ausgang der Operation stellte für die alliierten Kriegsanstrengungen einen empfindlichen Rückschlag dar und der Hafen von Dakar blieb bis November 1942 unter der Kontrolle Vichy-Frankreichs. Die Vichy-Streitkräfte zeigten sich zudem loyal zum französischen Staat und verteidigten Dakar gegen die vormaligen Verbündeten. 
Die Resolution wurde derart stark beschädigt, dass sie zunächst nach Freetown geschleppt und dort bis Oktober ersten Notreparaturen unterzogen werden musste. Im Dezember 1940 verlegte das Schlachtschiff nach Gibraltar, wobei dort bis Ende Februar 1941 weiterführenden Reparaturen vorgenommen werden konnten. Die finale Instandsetzung der Resolution, die im April 1941 in die Vereinigten Staaten überführt und dort auf der Philadelphia Naval Shipyard vollständig repariert sowie einer Grundüberholung unterzogen wurde, war letztlich erst im Frühjahr 1942 abgeschlossen.
Darüber hinaus kam es noch zu weiterführenden Gefechten zwischen den ehemaligen Verbündeten im Kontext des alliierten Angriffes auf Dakar. So bombardierten im Rahmen von Vergeltungsmaßnahmen bei zwei Nachtangriffen am 24. und 25. September 1940 vichy-französische Flugzeuge (60 Maschinen am 24. September, 81 Flugzeuge am 25. September) die Festung und den Hafen von Gibraltar, wobei im Hafen der britische 400-Tonnen-U-Jagd-Trawler Stella Sirius versenkt wurde. 13 Besatzungsangehörige des Trawlers kamen dabei ums Leben. Bei diesen Luftangriffen auf Gibraltar wurde am 25. September 1940 außerdem mindestens ein vichy-französischer Lioré & Olivier LeO 45-Bomber von der britischen Luftabwehr abgeschossen.
Die Alliierten mussten den Gedanken aufgeben, dass die französischen Kolonien beschleunigt ins Lager des Freien Frankreich wechseln würden. De Gaulles Ansehen bei den Briten hatte durch seine Fehleinschätzung gelitten, selbst der Erfolg in der Schlacht um Gabun im Oktober 1940 stellte sein Ansehen nur mühsam wieder her.

## Beteiligte Einheiten

### Alliierte
- Flugzeugträger: Ark Royal

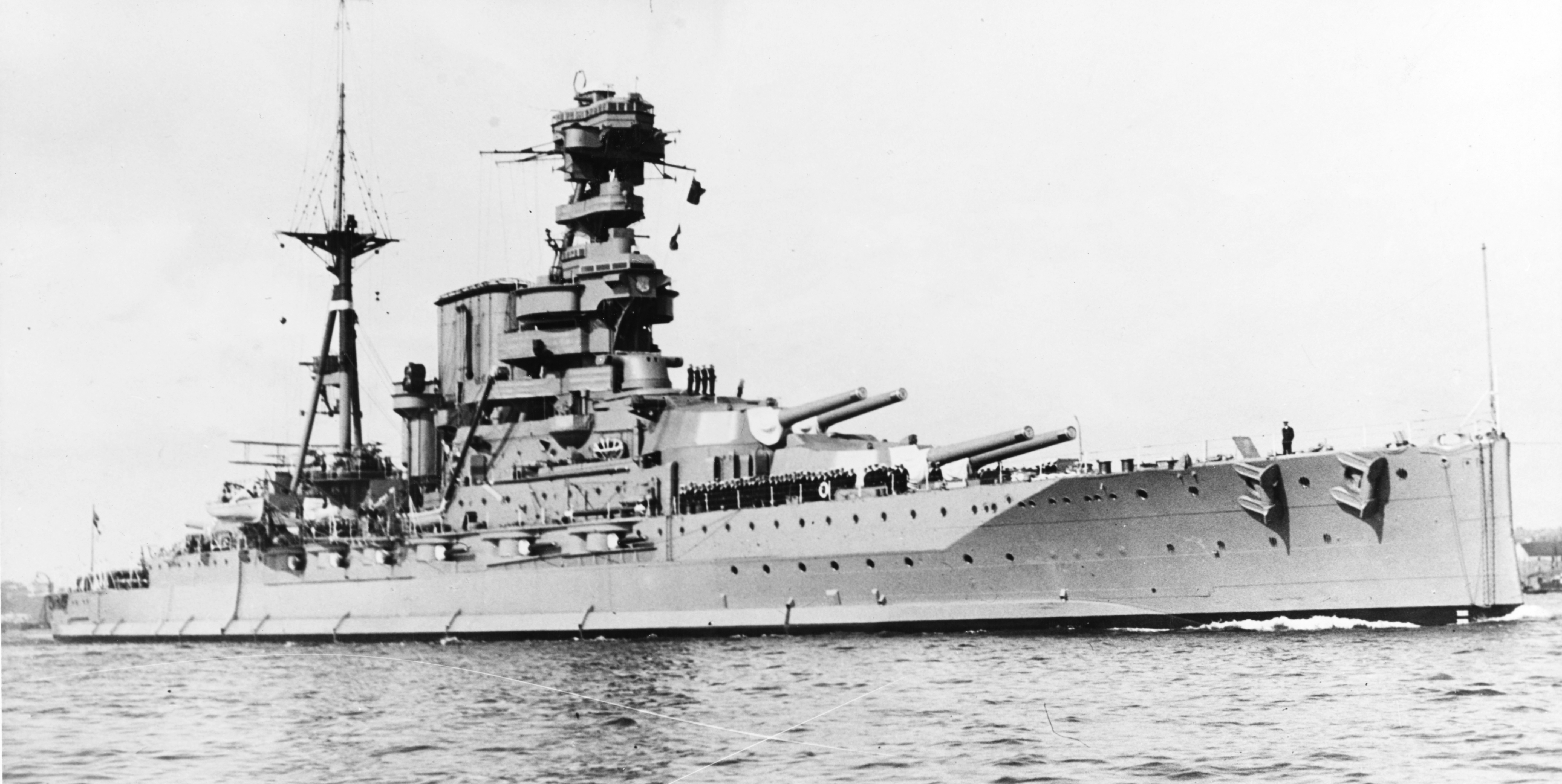
Das britische Schlachtschiff Barham.

- Schlachtschiffe: Barham, Resolution
- Schwere Kreuzer: Australia, Cumberland, Devonshire
- Leichte Kreuzer: Dragon, Delhi
- Zerstörer: Echo, Eclipse, Escapade, Faulknor, Foresight, Forester, Fortune, Fury, Greyhound, Griffin, Inglefield
- Geleitschiffe: Bridgewater, Commandant Dominé, Commandant Duboc, Houduce, Milford, Savorgnan de Brazza
- Handelsschiffe: vier freifranzösische und ein britisches
- Truppentransporter: Westernland (niederländischer Passagierdampfer), Pennland (niederländischer Passagierdampfer), Sobieski (polnischer Passagierdampfer) und drei weitere
- 101. Royal Marine Brigade (4.000 Mann)
- 13. Halbbrigade der Fremdenlegion (2.400 Mann)

### Vichy-Regime
- Schlachtschiff: Richelieu

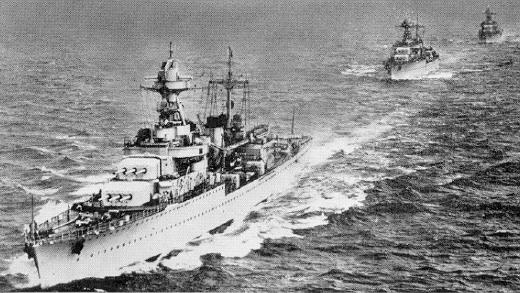
Der französische Kreuzer Georges Leygues.

- Leichte Kreuzer: Georges Leygues, Montcalm
- Zerstörer: L’Audacieux, Le Fantasque, Le Malin, Le Hardi
- Geleitschiffe: Calais, Commandant Rivière, D'Entrecasteaux, D'Iberville, Gazelle, La Surprise
- Hilfskreuzer: El Djezair, El Kantara, El Mansour, Schœlcher, Ville d’Oran
- Handelsschiffe: Porthos (vichy-französisch), La Garonne (vichy-französisch), Tacoma (dänisch, interniert)[28], Sally Maersk (dänisch, interniert), Tamara (schwedisch, neutrales Schiff), Korsholm (schwedisch, neutrales Schiff)
- U-Boote: Ajax, Béveziers, Persée